# Dibunostra ypsilon
Dibunostra ypsilon – gatunek kosarza z podrzędu Laniatores i rodziny Manaosbiidae. Jedyny znany przedstawiciel monotypowego rodzaju Dibunostra.

## Występowanie
Gatunek wykazany z Wenezueli.